# Даян Лейн
Даян Лейн (на английски: Diane Lane) е американска актриса. Известна е с ролите си в телевизионния сериал „Едноокият гълъб“ (1989) и филмите „Изневяра“ (2002), „Под слънцето на Тоскана“ (2003), „Лига на справедливостта на Зак Снайдер“ (2021). Номинирана е за Оскар през 2002 г.

## Биография

### Ранни години
Даян Лейн е родена на 22 януари 1965 г. в Ню Йорк, където израства. Майка ѝ, Колийн Лий Фарингтън, известна по-късно като Колийн Прайс, е певица в нощни клубове и представител на „Плейбой“, където е избрана за модел на корицата „Мис Октомври 1957 г.“ Баща ѝ, Бъртън Юджийн Лейн, е актьор и преподавател по актьорско майсторство в Манхатън. Работил е като таксиметров шофьор и по-късно преподавател по хуманитарни науки в Сити Колидж. Когато Даян е на 13 дни, нейните родителите се разделят. Майка ѝ заминава за Мексико и получава развод, като запазва попечителството над Даян, докато тя навърши 6 години. Баща ѝ получава попечителството над нея, след като майката се премества в родния си щат Джорджия. Даян и баща ѝ са живели в редица жилищни хотели в Ню Йорк и тя се е возила с него в неговото такси.
Даян прави своя филмов дебют на 14-годишна възраст във филма „Малък романс“ (1979). Когато Лейн е на 15 години, тя обявява своята независимост от баща си и отлита за Лос Анджелис за една седмица с актьора и приятел Кристофър Аткинс, с когото участва във филма от 1981 г. „Детска булка от Шорт Крийк“. Лейн по-късно отбелязва: „Това беше безразсъдно поведение, което идва от твърде много независимост твърде млада.“ Тя се връща в Ню Йорк и се премества при семейството на приятел, като им плаща наем. През 1981 г. тя се записва в гимназия със задочно обучение. Майката на Лейн обаче я отвлича и я отвежда обратно в Джорджия. Лейн и баща ѝ призовават майка ѝ в съда и шест седмици по-късно тя се връща в Ню Йорк. Лейн не говори с майка си през следващите три години, но в крайна сметка те се помиряват.

### Кариера
Филмът „Огнени улици“ (1984), който е можел да я изстреля до звезден статут, е както рекламен, така и критичен провал, от който кариерата ѝ замира.  След като си взема почивка, Лейн се завръща към актьорската игра, за да се появи в „The Big Town“ и „Лейди, пази се“ (и двата 1987), но не прави друго голямо впечатление на значителна публика до уестърн минисериала „Едноокият гълъб“ (1989), за който е номинирана за Праймтаймова награда „Еми“ за изключителна главна актриса в ограничен или антологичен сериал или филм.  Лейн печели по-нататъшно признание с ролята си в „Разходка на Луната“ (1999), за която е номинирана за наградата „Независим дух“ за най-добра главна женска роля. Това е последвано от роли в няколко филма с различна степен на успех през 2000 и 2001 г. 
Една от най-успешните за актрисата е 2002 г. Лейн е особено възхвалявана за ролята си на Кони Съмнър във филма „Изневяра“ (2002). За нея тя  спечелва наградите на Кръга на кинокритиците в Ню Йорк, Националното общество на филмовите критици на САЩ и „Сателит“ за най-добра актриса. Нейната игра в този филм също ѝ донася номинации за Оскар, Златен глобус и Награда на Гилдията на актьорите за най-добра женска роля. Тя също е високо оценена от критиците за ролята си във филма „Под слънцето на Тоскана“ (2003). През по-голямата останала част от  десетилетието тя последователно се появява в романси и трилъри.

## Филмография

### Телевизия
| Година | Заглавие на български        | Оригинално заглавие        | Роля            | Режисьор | Бележки |
| ------ | ---------------------------- | -------------------------- | --------------- | --- | ------- |
| 1981   |                              | Great Performances         | Черити          | сериал, 1 епизод |         |
| 1981   | „Детска булка от Шорт Крийк“ | Child Bride of Short Creek | Джесика         | телевизионен филм |         |
| 1982   |                              | Miss All-American Beauty   | Сали Бътърфилд  | телевизионен филм |         |
| 1989   | „Едноокият гълъб“            | Lonesome Dove              | Лорена Ууд      | минисериал номинирана за Праймтаймова награда Еми |         |
| 1990   |                              | Descending Angel           | Ирина Строя     | телевизионен филм |         |
| 1993   |                              | Fallen Angels              | Бърнет Стоун    | сериал, 1 епизод |         |
| 1995   |                              | A Streetcar Named Desire   | Стела           | телевизионен филм |         |
| 1998   |                              | Grace & Glorie             | Глория Грийнууд | телевизионен филм |         |
| 2000   |                              | The Virginian              | Моли Старк      | телевизионен филм |         |
| 2011   | „Истинско кино“              | Cinema Verite              | Пат Лауд        | телевизионен филм номинация – Златен глобус за най-добра актриса в минисериал или телевизионен филм номинация – Еми за най-добра актриса в минисериал или телевизионен филм номинация – Сателит за най-добра актриса в минисериал или телевизионен филм |         |

### Кино
| Година | Заглавие на български                              | Оригинално заглавие                       | Роля                      | Режисьор | Бележки |
| ------ | -------------------------------------------------- | ----------------------------------------- | ------------------------- | --- | ------- |
| 1979   | „Малък романс“                                     | A Little Romance                          | Лорън Кинг                | |         |
| 1980   | „Докосната от любовта“                             | Touched by Love                           | Карън                     | |         |
| 1981   | „Кетъл Ани и Литъл Бричис“                         | Cattle Annie and Little Britches          | Джени                     | |         |
| 1982   |                                                    | National Lampoon's Movie Madness          | Лайза                     | |         |
| 1982   |                                                    | Six Pack                                  | Брийзи                    | |         |
| 1982   |                                                    | Ladies and Gentlemen, the Fabulous Stains | Корин Бърнс               | |         |
| 1983   |                                                    | The Outsiders                             | Чери Валанс               | |         |
| 1983   |                                                    | Rumble Fish                               | Пати                      | |         |
| 1984   | „Огнени улици“                                     | Streets of Fire                           | Елън Ейм                  | |         |
| 1984   | „Котън Клуб“                                       | The Cotton Club                           | Вера Сисеро               | |         |
| 1987   |                                                    | Lady Beware                               | Катя Ярно                 | |         |
| 1987   |                                                    | The Big Town                              | Лори Дейн                 | |         |
| 1988   |                                                    | Love Dream                                | Чайна                     | |         |
| 1990   | „Големият град“                                    | Vital Signs                               | Джина Уайлър              | |         |
| 1992   |                                                    | Knight Moves                              | Кати Шепард               | |         |
| 1992   |                                                    | My New Gun                                | Деби Бендър               | |         |
| 1992   |                                                    | 落陽                                      | Лиан Хонг                 | |         |
| 1992   | „Чаплин“                                           | Chaplin                                   | Полет Годар               | |         |
| 1993   |                                                    | Indian Summer                             | Бет Уордън / Клеър Еверет | |         |
| 1995   | „Съдия Дред“                                       | Judge Dredd                               | съдия Хърши               | |         |
| 1995   | „Дивия Бил“                                        | Wild Bill                                 | Сузана Мур                | |         |
| 1996   | „Джак“                                             | Jack                                      | Карън Пауъл               | |         |
| 1996   |                                                    | Mad Dog Time                              | Грейс Евърли              | |         |
| 1997   |                                                    | The Only Thrill                           | Катрин Фицсимънс          | |         |
| 1997   | „Убийство „1600““                                  | Murder at 1600                            | Нина Ченс                 | |         |
| 1998   |                                                    | Gunshy                                    | Мелиса                    | |         |
| 1999   | „Разходка на Луната“                               | A Walk on the Moon                        | Пърл Кантровиц            | номинация – награда „Независим дух“ за най-добра главна женска роля                                                                                        |         |
| 2000   | „Моето куче Скип“                                  | My Dog Skip                               | Елън Морис                | |         |
| 2000   | „Перфектната буря“                                 | The Perfect Storm                         | Кристина Котър            | |         |
| 2001   | „Твърда игра“                                      | Hardball                                  | Елизабет Уилкс            | |         |
| 2001   | „Стъклената къща“                                  | The Glass House                           | Ерин Глас                 | |         |
| 2002   | „Изневяра“                                         | Unfaithful                                | Кони Съмнър               | Сателит за най-добра актриса в драматичен филм номинация – Оскар за най-добра женска роля номинация – Златен глобус за най-добра актриса в драматичен филм |         |
| 2003   | „Под слънцето на Тоскана“                          | Under the Tuscan Sun                      | Франсис                   | номинация – Златен глобус за най-добра актриса в мюзикъл или комедия номинация – Сателит за най-добра актриса в мюзикъл или комедия                        |         |
| 2005   | „Свирепи хора“                                     | Fierce People                             | Лиз Ърл                   | |         |
| 2005   | „И да обичаш кучета“                               | Must Love Dogs                            | Сара Нолан                | |         |
| 2006   | „Холивудленд“                                      | Hollywoodland                             | Тони Маникс               | |         |
| 2008   | „Непроследим“                                      | Untraceable                               | Дженифър Марш             | |         |
| 2008   | „Телепорт“                                         | Jumper                                    | Мери Райс                 | |         |
| 2008   | „Нощи в Роданте“                                   | Nights in Rodanthe                        | Адриан Уилис              | |         |
| 2008   |                                                    | Killshot                                  | Кармен Колсън             | |         |
| 2010   | „Секретариат“                                      | Secretariat                               | Пени Ченъри               | |         |
| 2013   | „Човек от стомана“                                 | Man of Steel                              | Марта Кент                | |         |
| 2014   |                                                    | Every Secret Thing                        | Хелън Манинг              | |         |
| 2015   | „Отвътре навън“                                    | Inside Out                                | майката на Райли (глас)   | анимационен филм |         |
| 2015   | „Тръмбо“                                           | Trumbo                                    | Клео Финчър Тръмбо        | |         |
| 2016   | „Батман срещу Супермен: Зората на справедливостта“ | Batman v Superman: Dawn of Justice        | Марта Кент                | |         |
| 2016   | „Париж може да почака“                             | Paris Can Wait“ или „Bonjour Anne         | Ан Локууд                 | |         |
| 2021   | „Лигата на справедливостта“                        | Zack Snyder's Justice League              | Марта Кент                | |         |